# Крючково (посёлок, Лихославльский район)
Крю́чково (карел. Kr’učkova) — посёлок в Лихославльском районе Тверской области. Центр Крючковского сельского поселения. Находится в 10 км к юго-востоку от города Лихославль. Бывшая станция на перегоне Лихославль — Тверь главного хода Октябрьской железной дороги (31 км от Твери). От деревни Вёски к Крючково — автодорога 7 км.
Население по переписи 2002 года — 1061 человек, 489 мужчин, 572 женщины.
Вокруг посёлка множество садоводческих участков. Есть футбольная команда

## В посёлке
- Администрация сельского поселения.
- МОУ Крючковская основная общеобразовательная школа имени В.И.Акимова
- МДОУ Детский сад «Василёк»
- Офис ВОП центральной районной больницы
- ООО «Витон» — производство гибкой упаковки
- Железнодорожная платформа Крючково (Московское отделение Октябрьской железной дороги).

## История
Станция Крючково Николаевской железной дороги открыта в 1860 году. Название станции дано по соседней деревне Крючково Прудовской волости Новоторжского уезда. Её основателем, первым начальником был Иоаким (Аким) Александрович Фёдоров, прослуживший на станции с 1860 по 1920 гг. в течение 60 лет (умер в возрасте 104 лет в 1927 году). И. А. Фёдоров находился в родственных отношениях с причисленным ныне к лику святых отцом Митрофаном (Сергием Сребрянским).
В 1929-30 годах началась разработка торфяного месторождения Осиновая Гряда, от которого к станции Крючково была построена узкоколейная железная дорога. Здесь был перегруз торфа на широкую колею. Посёлок при станции возник в 1929 году. В 1930 в Крючково и соседней деревне Поршинец организован крупный льноводческий совхоз им. Вильямса, преобразованный в 1966 в опытно-производственное хозяйство Северного НИИ гидротехники и мелиорации. В 1989 году хозяйство преобразовано в совхоз «Крючковский». Посёлок электрифицирован, газифицирован; построены жилые дома городского типа. Первая начальная школа открыта в 1930, в 1977 построена новая школа — восьмилетка. В 1975 году сдан в эксплуатацию учебный корпус и общежитие СПТУ-29 для подготовки мелиораторов, сельских механизаторов, экскаваторщиков, водителей автомашин, операторов машинного доения.
В 1997 году в посёлке 445 хозяйств, 1075 жителей; администрация сельского округа, школа, фельдшерско-акушерский пункт, баня (на сайте администрации Крючково сообщено, что баня не работает), магазины.